# Ашіянак
Ашіянак (перс. اشيانك) — село в Ірані, у дегестані Шагсаван-Канді, у Центральному бахші, шагрестані Саве остану Марказі. За даними перепису 2006 року, його населення становило 32 особи, що проживали у складі 13 сімей.

## Клімат
Середня річна температура становить 13,36 °C, середня максимальна – 32,00 °C, а середня мінімальна – -8,21 °C. Середня річна кількість опадів – 252 мм.
| Клімат поселення                              | Клімат поселення | Клімат поселення | Клімат поселення | Клімат поселення | Клімат поселення | Клімат поселення | Клімат поселення | Клімат поселення | Клімат поселення | Клімат поселення | Клімат поселення | Клімат поселення | Клімат поселення |
| Показник                                      | Січ.             | Лют.             | Бер.             | Квіт.            | Трав.            | Черв.            | Лип.             | Серп.            | Вер.             | Жовт.            | Лист.            | Груд.            |                  |
| Середній максимум, °C                         | 7,31             | 9,12             | 14,34            | 20,90            | 25,40            | 30,74            | 32,00            | 30,98            | 26,51            | 20,73            | 14,19            | 8,03             |                  |
| Середня температура, °C                       | −0,44            | 1,37             | 6,60             | 13,14            | 17,66            | 22,97            | 26,43            | 25,40            | 20,94            | 15,17            | 8,62             | 2,45             |                  |
| Середній мінімум, °C                          | −8,21            | −6,39            | −1,15            | 5,38             | 9,89             | 15,22            | 20,86            | 19,82            | 15,36            | 9,59             | 3,05             | −3,12            |                  |
| Норма опадів, мм                              | 35               | 35               | 46               | 34               | 27               | 4                | 1                | 1                | 0                | 12               | 22               | 35               |                  |
| Середньомісячна швидкість вітру, м/с          | 1.44             | 2.15             | 3.00             | 3.09             | 2.77             | 2.63             | 2.86             | 2.58             | 2.26             | 2.28             | 1.90             | 1.36             |                  |
| Середньомісячна сонячна радіація, кДж/м²·день | 9011             | 11877            | 14426            | 18048            | 22097            | 26423            | 25971            | 23657            | 20280            | 14808            | 10793            | 8768             |                  |
| --------------------------------------------- | ---------------- | ---------------- | ---------------- | ---------------- | ---------------- | ---------------- | ---------------- | ---------------- | ---------------- | ---------------- | ---------------- | ---------------- | ---------------- |
| Джерело:                                      |                  |                  |                  |                  |                  |                  |                  |                  |                  |                  |                  |                  |                  |